# E429
La ruta europea E429 és una carretera que forma part de la Xarxa de carreteres europees. Comença a Tournai (Bèlgica) i finalitza a Halle (Bèlgica) (Bèlgica). Té una longitud de 75 km. Té una orientació d'est a oest.

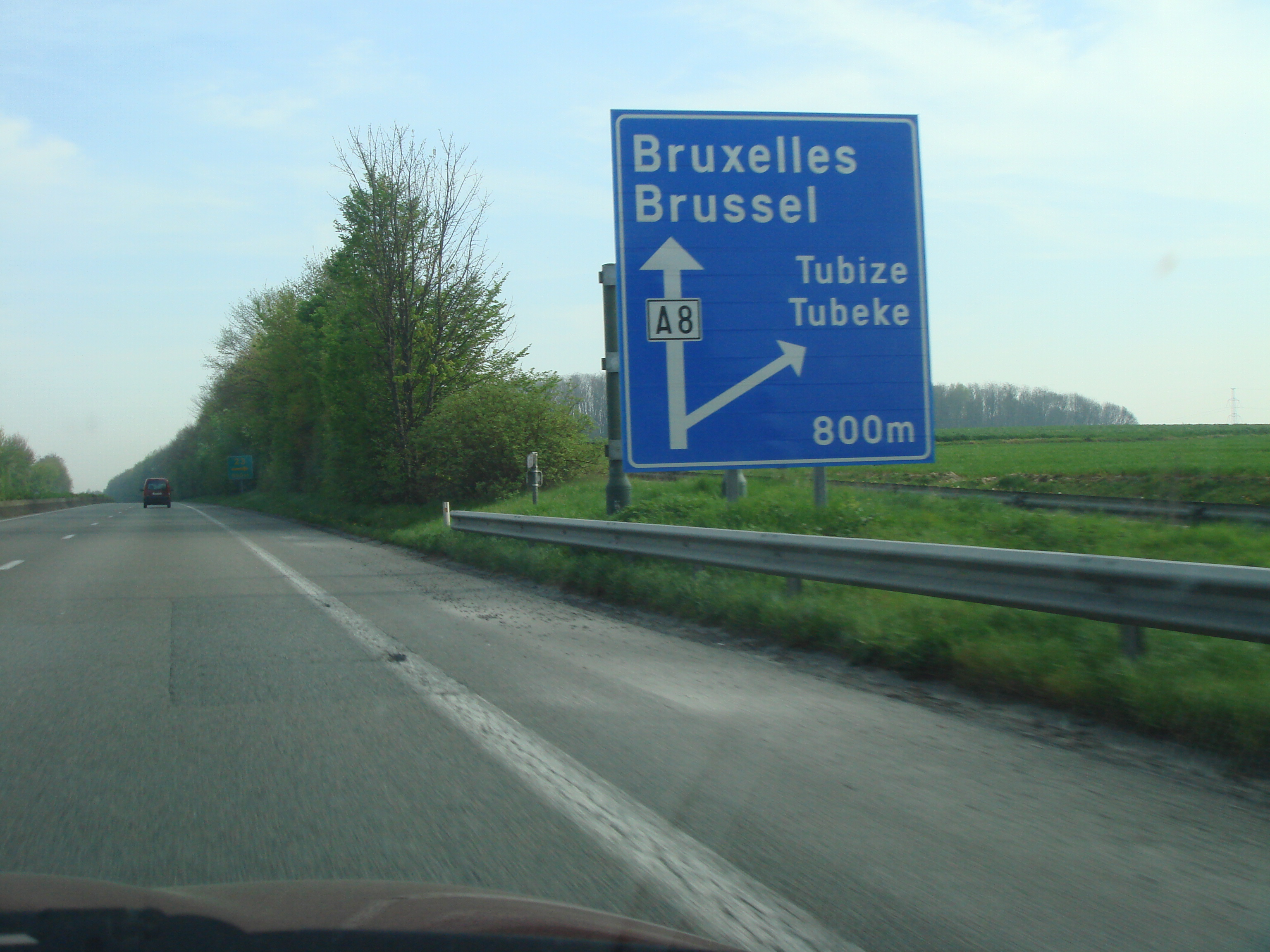
Ruta europea E429 per Tubize.